# Takashi Miike
Takashi Miike (jap. 三池 崇史 Miike Takashi; ur. 24 sierpnia 1960 w Yao) – japoński reżyser, scenarzysta, producent i aktor filmowy.

## Życiorys
Jego rodzina pochodziła z regionu Kumamoto. Dziadkowie opuścili Japonię przed wojną i spędzili ją w Chinach i Korei (ojciec reżysera urodził się w Seulu). Po wojnie powrócili do Japonii i osiedlili się w Osace.
Takashi dorastał w małym miasteczku Yao na przedmieściach Ōsaki w ubogiej rodzinie. W tym czasie przeżył fascynację motorami, którą przerwał dopiero groźny wypadek.
W wieku 18 lat rozpoczął studia w Yokohama Hōsō Eiga Senmon Gakkō (Yokohama Academy of Visual Arts and Broadcast), uczelni założonej przez Shōheia Imamurę. Powodem takiej decyzji był brak egzaminów wstępnych. Nie był pilnym studentem i gdy uczelnia miała wytypować jednego ze studentów do lokalnej telewizji jako asystenta reżysera (nieodpłatne i w związku z tym nieatrakcyjne zajęcie), padło na zwykle nieobecnego Miike. Przez następne 10 lat pracował w telewizji, między innymi jako asystent reżysera. W 1987 roku został asystentem samego Imamury na planie filmu Rajfur.
Jako reżyser zadebiutował w 1991 roku filmem Squal! Miniskirt Patrol Force. Jak wielu innych, młodych reżyserów – skorzystał z fali popularności V-cinema: niskobudżetowych, kręconych techniką wideo filmów akcji. Pierwszym filmem kinowym wyreżyserowanym przez Miike’a było Shinjuku kuroshakai: Chaina mafia sensō z 1995 roku, a następnie Gra wstępna z 1999 roku. Film ten został dostrzeżony za granicą na Międzynarodowym Festiwalu Filmowym w Rotterdamie i otrzymał nagrody FIPRESCI i KNF. Jest również pierwszym filmem wyreżyserowanym przez Miike’a, który był dystrybuowany w Stanach Zjednoczonych, dzięki czemu filmy z dnia na dzień zyskały miano kultowych. Dorobek reżysera jest ogromny i obejmuje kilkadziesiąt filmów – z czego w latach 2001–2002 wyreżyserował aż czternaście.

## Styl i znaki firmowe
Filmy wyreżyserowane przez Takashiego Miike słyną przede wszystkim z przerysowanej przemocy i łamania seksualnych tabu. Ponadto zarówno dwuznaczne, jak i oryginalne, kończą często w jeszcze bardziej szokujący i dziwaczny sposób. Prawie wszystkie jego dojrzałe filmy zawierają wątki z życia reżysera. Szczególnie w nostalgiczny sposób traktuje dziecięcych bohaterów swoich filmów. Do ulubionych aktorów Miike należą: Renji Ishibashi, Sho Aikawa, Riki Takeuchi, Ren Ōsugi oraz Susumu Terajima.

## Filmografia

### Jako reżyser
- 1991:
  - Last Run: Ai no uragiri no 100-oku yen shissō! Ferrari 250 GTO (jap. ラスト・ラン 愛と裏切りの百億円 疾走！フェラーリ２５０ＧＴＯ Rasuto ran: Ai to uragiri no hyaku-oku en shissō! Feraari 250 GTO)
  - Toppū! Minipato-tai: Eyecatch Junction (jap. 突風！　ミニパト隊　アイキャッチ・ジャンクション Toppū! Minipato-tai: Aikyatchi Jankushon)
  - Lady Hunter: Koroshi no Prelude (jap. レディハンター　殺しのプレュード Redi-hantā: Koroshi no pureryūdo)
- 1992: Ningen-kyōki: Ai to ikari no ringu (jap. 人間兇器　愛と怒りのリング)
- 1993:
  - Bodyguard Kiba (jap. ボディガード牙 Bodigādo Kiba)
  - Oretachi wa tenshi ja nai (jap. 俺達は天使じゃない)
  - Oretachi wa tenshi ja nai 2 (jap. 俺達は天使じゃない２)
- 1994:
  - Shinjuku Outlaw (jap. 新宿アウトロー Shinjuku autorō)
  - Bodyguard Kiba: Shura no mokushiroku (jap. 修羅の黙示録　ボディーガード牙 Bodigādo Kiba: Shura no mokushiroku)
- 1995:
  - Daisan no gokudō (jap. 第三の極道)
  - Shura no mokushiroku 2: Bodyguard Kiba (jap. 修羅の黙示録２　ボディーガード牙 Shura no mokushiroku 2: Bodigādo Kiba)
  - Naniwa yōkyōden (jap. なにわ遊侠伝)
  - Shinjuku-kuroshakai: China Mafia sensō (jap. 新宿黒社会　チャイナ　マフィア戦争 Shinjuku-kuroshakai: Chaina mafia sensō)
- 1996:
  - Shin-daisan no gokudō: Boppatsu Kansai gokudō Wars!! (jap. 新・第三の極道　勃発　関西極道ウォーズ！！ Shin-daisan no gokudō: Boppatsu Kansai gokudō Uōzu!!)
  - Shin-daisan no gokudō II (jap. 新・第三の極道ＩＩ)
  - Jingi naki yabō (jap. 仁義なき野望)
  - Pine Nuts: Rakkasei (jap. ピイナッツ　落華星 Piinattsu rakkusei)
  - Kenka no hanamichi: Ōsaka saikyō densetsu (jap. 喧嘩の花道　大阪最強伝説)
  - Gokudō sengokushi: Fudō (jap. 極道戦国志　不動)
- 1997:
  - Kishiwada shōnen gurentai: Chikemuri junjō-hen (jap. 岸和田少年愚連隊　血煙り純情篇)
  - Jingi naki yabō 2 (jap. 仁義なき野望２)
  - Gokudō kuroshakai RAINY DOG (jap. 極道黒社会　ＲＡＩＮＹ　ＤＯＧ)
  - Full metal gokudō (jap. ＦＵＬＬ　ＭＥＴＡＬ　極道)
- 1998:
  - Chūgoku no chōjin (jap. 中国の鳥人)
  - Andoromedia (jap. アンドロメデイア　ａｎｄｒｏｍｅｄｉａ)
  - Blues Harp (jap. ＢＬＵＥＳ　ＨＡＲＰ)
  - Kishiwada shōnen gurentai: Bōkyō (jap. 岸和田少年愚連隊　望郷)
- 1999:
  - Gra wstępna (jap. オーディション Ōdishon)
  - Tennen shōjo man (jap. 天然少女万)
  - Nihon kuroshakai (jap. 日本黒社会)
  - Silver: Shirubā (jap. シルバー　ＳＩＬＶＥＲ)
  - Żywi lub martwi (jap. ＤＥＡＤ　ＯＲ　ＡＬＩＶＥ 犯罪者; Dead or Alive: Hanzaisha)
  - Sararyman Kintarō (jap. サラリーマン金太郎 Sararīman Kintarō)
  - Tennen shōjo man next: Yokohama hyaku-ya hen (jap. 天然少女萬NEXT-横浜百夜篇)
- 2000:
  - Tsukamoto Shin’ya ga Ranpo suru (jap. 塚本晋也が乱歩する)
  - Tajū jinkaku tantei saiko (jap. 多重人格探偵サイコ)
  - Miasto zagubionych dusz (jap. 漂流街　ＴＨＥ　ＨＡＺＡＲＤ　ＣＩＴＹ Hyōryū-gai)
  - Tengoku kara kita otoko-tachi (jap. 天国から来た男たち)
  - Dead or Alive 2: Tōbōsha (jap. ＤＥＡＤ　ＯＲ　ＡＬＩＶＥ　２　逃亡者)
- 2001:
  - Zuiketsu gensō: Tonkararin yume densetsu (jap. ずい穴幻想 トンカラリン夢伝説)
  - Kikuchi-jō monogatari: Sakimori-tachi no uta (jap. 鞠智城物語　防人たちの唄)
  - Family
  - Visitor Q (jap. ビジターＱ Bijitā Q)
  - Ichi zabójca (jap. 殺し屋１ Koroshiya 1)
  - Agitator (jap. 荒ぶる魂たち Araburu tamashī-tachi)
  - The Happiness of the Katakuris (jap. カタクリ家の幸福 Katakuri-ke no kōfuku)
- 2002:
  - Dead or Alive: Final
  - Onna kunishū ikki (jap. おんな　国衆一揆)
  - Sabu (jap. ＳＡＢＵ　さぶ)
  - Graveyard of Honor (jap. 新・仁義の墓場 Shin-jingi no hakaba)
  - Kin’yū hametsu Nippon: Tōgenkyō no hito-bito (jap. 金融破滅ニッポン 桃源郷の人々)
  - Pandōra (jap. パンドウラ)
  - Jitsuroku – Andō noboru kyōdō-den: Rekka (jap. 実録・安藤昇侠道伝 烈火)
  - Pāto-taimu tantei (jap. パートタイム探偵)
- 2003:
  - The Man in White (jap. 許されざる者 Yurusarezaru mono)
  - Gozu: Gangsterski teatr grozy (jap. 極道恐怖大劇場　牛頭　ＧＯＺＵ Gokudō kyōfu dai-gekijō: Gozu)
  - Yakuza Demon (jap. 鬼哭　ｋｉｋｏｋｕ Kikoku)
  - Kōshōnin (jap. 交渉人) (TV)
  - Nieodebrane połączenie (jap. 着信アリ Chakushin Ari)
- 2004:
  - Zebraman (jap. ゼブラーマン Zeburāman)
  - Pāto-taimu tantei 2 (jap. パートタイム探偵 2)
  - Three... Extremes (jap. 三更2 Saam gaang yi) (segment Box)
  - Izo
  - Ultraman Max (jap. ウルトラマンマックス Urutoraman makkusu)
  - Yōkai daisensō (jap. 妖怪大戦争)
- 2006:
  - Big Bang Love, Juvenile A (jap. ４６億年の恋 46-okunen no koi)
  - Waru (jap. 悪)
  - Mistrzowie horroru, odcinek Imprint (jap. インプリント ～ぼっけえ、きょうてえ～ Inpurinto ~bokke kyote~)
  - Waru: kanketsu-hen
  - Taiyo no kizu (jap. 太陽の傷)
- 2007:
  - Sukiyaki Western Django (jap. スキヤキ・ウエスタン ジャンゴ Sukiyaki wesutān jango)[1]
  - Crows Zero (jap. クローズZERO Kurōzu Zero)
  - Like a Dragon (jap. 龍が如く 劇場版 Ryu ga Gotoku Gekijōban)
  - Zatoichi (jap. 座頭市 Zatōichi) (spektakl)
  - Detective Story (jap. 探偵物語 Tantei monogatari)
- 2008:
  - God’s Puzzle (jap. 神様のパズル Kamisama no pazuru)
  - K-tai Investigator 7 (jap. ケータイ捜査官7 Keitai Sōsakan 7)
- 2009:
  - Yatterman (jap. ヤッターマン Yattaaman)
  - Crows Zero 2 (jap. クローズZERO 2 Kurōzu Zero 2)
- 2010:
  - 13 zabójców (jap. 十三人の刺客 Jûsan-nin no shikaku)[2]
  - Zebraman 2: Attack on Zebra City (jap. ゼブラーマン -ゼブラシティの逆襲 Zeburāman -Zebura Shiti no Gyakushū)
- 2011:
  - Ninja Kids!!! (jap. 忍たま乱太郎 Nintama Rantarō)
  - Hara-Kiri: Death of a Samurai (jap. 一命 Ichimei)
- 2012:
  - Ace Attorney (jap. 逆転裁判 Gyakuten Saiban)
  - For Love’s Sake (jap. 愛と誠 Ai to makoto)
  - Lekcja zła (jap. 悪の教典 Aku no kyōten)[3]
- 2013:
  - Shield of Straw (jap. 藁の楯 Wara no Tate)
  - The Mole Song: Undercover Agent Reiji (jap. 土竜の唄　潜入捜査官 REIJI Mogura no uta – sennyu sosakan: Reiji)
- 2014:
  - Po twoim trupie (jap. 喰女-クイメ- Kuime)[4]
  - As the Gods Will (jap. 神さまの言うとおり Kamisama no iu tōri)
- 2015:
  - The Lion Standing in the Wind (jap. 風に立つライオン Kaze ni tatsu Raion)
  - Gokudō Daisensō (jap. 極道大戦争)
- 2016:
  - Terra Formars (jap. テラフォーマーズ Tera Fōmāzu)
  - Mogura no uta: Hong Kong kyōsō-kyoku (jap. 土竜の唄 香港狂騒曲)
- 2017:
  - Idol x Warrior Miracle Tunes! (jap. アイドル×戦士 ミラクルちゅーんず！ Aidoru x Senshi Mirakuru Chūnzu!)
  - Miecz nieśmiertelnego (jap. 無限の住人 Mugen no jūnin)
  - JoJo no kimyō na bōken: Diamond wa kudakenai daiisshō (jap. ジョジョの奇妙の冒険 ダイヤモンドは砕けない 第一章 JoJo no kimyō na bōken: Daiyamondo wa kudakenai daiisshō)

### Jako aktor
O ile nie zaznaczono inaczej, filmy reżyserowane przez samego Miike.
- 1989: Czarny deszcz (reż. Shōhei Imamura) jako robotnik w fabryce
- 1996: Kenka no hanamichi: Ōsaka saikyō densetsu jako ofiara
- 1997: Kishiwada shōnen gurentai: Chikemuri junjō-hen jako mężczyzna w czerwonych spodniach pobity przez Riichiego
- 1998: Yomigaeru kinrō 2: Fukkatsu-hen (reż. Takeshi Watanabe)
- 2000: Isola: Tajuu jinkaku shōjo (reż. Toshiyuki Mizutani)
- 2001:
  - Araburu tamashii-tachi
  - Nikutai keibiin: Sakareta seifuku (reż. Naoto Kumazawa)
- 2002:
  - Shin jingi no hakaba jako człowiek z pistoletem w restauracji
  - Koroshiya 1: The Animation Episode 0 (reż. Shinji Ishidaira) jako głos Kakihary
- 2003:
  - Ostatnie życie we wszechświecie (Ruang rak noi nid mahasan) jako yakuza
  - Gokudō deka (reż. Sakichi Satō)
- 2004: Koi no mon (reż. Suzuki Matsuo)
- 2005:
  - Sąsiad spod trzynastki (reż. Yasuo Inoue) jako Kaneda
  - Hostel (reż. Eli Roth) jako Miike Takashi

### Wywiady
- Wywiad z midnighteye.com (ang.)
- wywiad na stronie Gutek Film. gutekfilm.pl. [zarchiwizowane z tego adresu (2007-09-27)]. (pol.).
- wywiad z 2002 roku. kamera.co.uk. [zarchiwizowane z tego adresu (2005-10-24)]. (ang.).